# Elia Caprile
Elia Caprile (Verona, 25 de agosto de 2001) es un futbolista italiano que juega de portero en el Cagliari Calcio de la Serie A.

## Trayectoria
Nacido en Verona, de origen napolitano por parte de padre y criado en el cercano comune de San Zeno di Montagna, comenzó a jugar al fútbol en el club local de base Cadore antes de incorporarse a la cantera del A. C. ChievoVerona. Tras pasar por los distintos escalafones, fue ascendido al primer equipo en 2018, aunque no llegó a disputar ningún partido con el club.
Tras rechazar una oferta de contrato oficial del Chievo, el 21 de enero de 2020 se incorporó al club inglés Leeds United F. C., firmando un contrato hasta junio de 2023. Durante su estancia en Yorkshire, el guardameta actuó principalmente con el equipo sub-23 del club y recibió varias convocatorias para el primer equipo bajo el mando de Marcelo Bielsa, a pesar de no haber acumulado ningún partido oficial.
El 7 de agosto de 2021 se incorporó al Aurora Pro Patria 1919 en calidad de cedido por una temporada. Posteriormente debutó como profesional el 29 de agosto de 2021, siendo titular en el partido de liga contra el U. C. AlbinoLeffe. Durante la temporada 2021-22 de la Serie C, se consolidó como el portero titular del equipo, manteniendo un total de 12 porterías a cero en 39 apariciones, mientras Pro Patria alcanzaba la segunda ronda de los play-offs antes de perder ante el U. S. Triestina Calcio 1918.
El 13 de julio de 2022 se anunció que su traspaso a la S. S. C. Bari, con el que firmó un contrato de tres años.
El 24 de julio de 2023 fichó por la S. S. C. Napoli, para luego ser cedido al Empoli F. C. La siguiente campaña la empezó en Nápoles, donde jugó seis encuentros, pero el 7 de enero de 2025 fue prestado al Cagliari Calcio. En este equipo continuó tras la cesión y firmó hasta junio de 2029.

## Selección nacional
Ha representado a Italia en las categorías inferiores de la selección, habiendo participado en la selección sub-18 en 2019. y la sub-21 a partir de 2022.

## Estadísticas

### Clubes
Actualizado al último partido disputado el 20 de octubre de 2024.
| Aurora Pro Patria 1919 · Italia       | 3.ª           | 2021-22       | 38  | 43  | 0 | 0 | — | — | 38  | 43  |
| Aurora Pro Patria 1919 · Italia       | Total club    | Total club    | 38  | 43  | 0 | 0 | 0 | 0 | 38  | 43  |
| S. S. C. Bari · Italia                | 2.ª           | 2022-23       | 41  | 36  | 2 | 1 | — | — | 43  | 37  |
| S. S. C. Bari · Italia                | Total club    | Total club    | 41  | 36  | 2 | 1 | 0 | 0 | 43  | 37  |
| Empoli F. C. · Italia                 | 1.ª           | 2023-24       | 23  | 27  | 1 | 2 | — | — | 24  | 29  |
| Empoli F. C. · Italia                 | Total club    | Total club    | 23  | 27  | 1 | 2 | 0 | 0 | 24  | 29  |
| S. S. C. Napoli · Italia              | 1.ª           | 2024-25       | 4   | 1   | 1 | 0 | — | — | 5   | 1   |
| S. S. C. Napoli · Italia              | Total club    | Total club    | 4   | 1   | 1 | 0 | 0 | 0 | 5   | 1   |
| Total carrera                         | Total carrera | Total carrera | 106 | 107 | 4 | 3 | 0 | 0 | 110 | 110 |
| (1) Hace referencia a goles encajados |               |               |     |     |   |   |   |   |     |     |